# Michael von Faulhaber
Michael von Faulhaber (Heidenfeld, 5 de março de 1869 — Munique, 12 de junho de 1952) foi por 35 anos Arcebispo de Munique e Frisinga, Alemanha.

## Vida
Michael Faulhaber nasceu como o terceiro dos sete filhos do padeiro Michael Faulhaber (1831-1900) e sua esposa Margaret (1839-1911). Foi educado no Ginásio em Schweinfurt e Würzburg. Em 1887-88 foi soldado e oficial não comissionado no exército bávaro. Em 1889, entrou para o Kilianeum, seminário católico em Würzburg e foi ordenado em 1º de agosto de 1892. Serviu como padre em Würzburg de 1892 até 1910 por seis anos. Seus estudos incluíram uma especialização sobre o antigo escritor cristão Tertuliano. Em 1895 graduou-se com um doutorado em teologia. De 1894 a 1896, foi o prefeito do Seminário Kilianeum. De 1896 a 1899 dedicou-se a estudar os manuscritos do Vaticano e outros museus italianos. De 1899 a 1903 foi livre-docente em paleografia grega, arqueologia bíblica, homilética e exegese dos Salmos, da Universidade de Würzburg. Em 1900 visitou a Inglaterra para estudar os manuscritos da literatura cristã primitiva, passando um semestre na Universidade de Oxford. Em 1902, visitou a Espanha com um propósito similar. Em 1903, tornou-se professor de teologia - disciplina "Antigo Testamento"- da Universidade de Estrasburgo. Faulhaber era sacerdote em Würzburg de 1892 até 1910 quando foi indicado Bispo de Speyer, onde serviu por seis anos. 
Na Primeira Guerra Mundial (1914-1918) participou na função de Bispo do Exército (em alemão: Militärbischof) da Capelania militar. Foi eleito Arcebispo de Munique e Frisinga em 26 de maio de 1917 e permaneceu à frente desta arquidiocese até o seu falecimento.
Em 7 de março de 1921 recebeu o título de Cardeal pelo Papa Bento XV. Faulhaber tomou uma posição crítica ao nacionalismo crescente na Alemanha, mas em vista da Reichskonkordat (Concordata do Reich), concluída em 20 de julho de 1933 entre a Santa Sé e o Terceiro Reich, ele elogiou o esforço num telegrama enviado ao Adolf Hitler e visitou o ditador alemão e Rudolf Heß em 1936 na casa de montanha de Hitler, em Obersalzberg, perto de Berchtesgaden.
Em  1934 publicou Judenum, Christentum, Germanentum, obra em que defende os princípios da tolerância racial e humanidade e conclamava o povo da Alemanha a respeitar a religião judaica. Na Noite de Cristal, 9 - 10 de novembro de 1938, prestou auxílio ao rabino chefe da Munique no salvamento dos objetos religiosos da sua sinagoga antes que ela fosse destruída pelos nazistas.
A pedido de Papa Pio XI redigiu em 1937 o esboço do documento que serviu de base para a Carta Encíclica Mit brennender Sorge (em português): Com profunda ansiedade que condenou o nazismo. Pelos seus opositores nazistas foi apelidado de Juden-Kardinal (cardeal judeu) por criticar o crescente antissemitismo e a expulsão arbitrária da Alemanha de judeus poloneses. Em 1939 Faulhaber participou da Conclave para a eleição do Papa Pio XII.

Em 1940 Michael von Faulhaber apresentou um protesto junto ao Ministro da Justiça contra o programa nazista Aktion T4 cujo objetivo era a eliminação e o assassinato de deficientes físicos e de doentes mentais, considerados pelos Nazistas como sendo "indignos de viver", porque "improdutivos" do ponto de vista econômico. Faulhaber, na ocasião, escreveu: 
"Considerei meu dever falar externamente sobre esta questão ético-legal e apolítica, porque um bispo católico não pode ficar silencioso quando a conservação das bases morais de toda a ordem pública está em jogo."
- Opus Dei

Em 30 de novembro de 1949, numa de suas primeiras viagens fora da Itália para dar início ao trabalho do Opus Dei em outros países da Europa Josemaría Escrivá acompanhado de Álvaro del Portillo entrevistaram-se com o Cardeal Faulhaber "que os acolheu com grandíssimo carinho e lhe pediu que começasse o trabalho da 'Obra' em Munich o quanto antes".
- Bento XVI

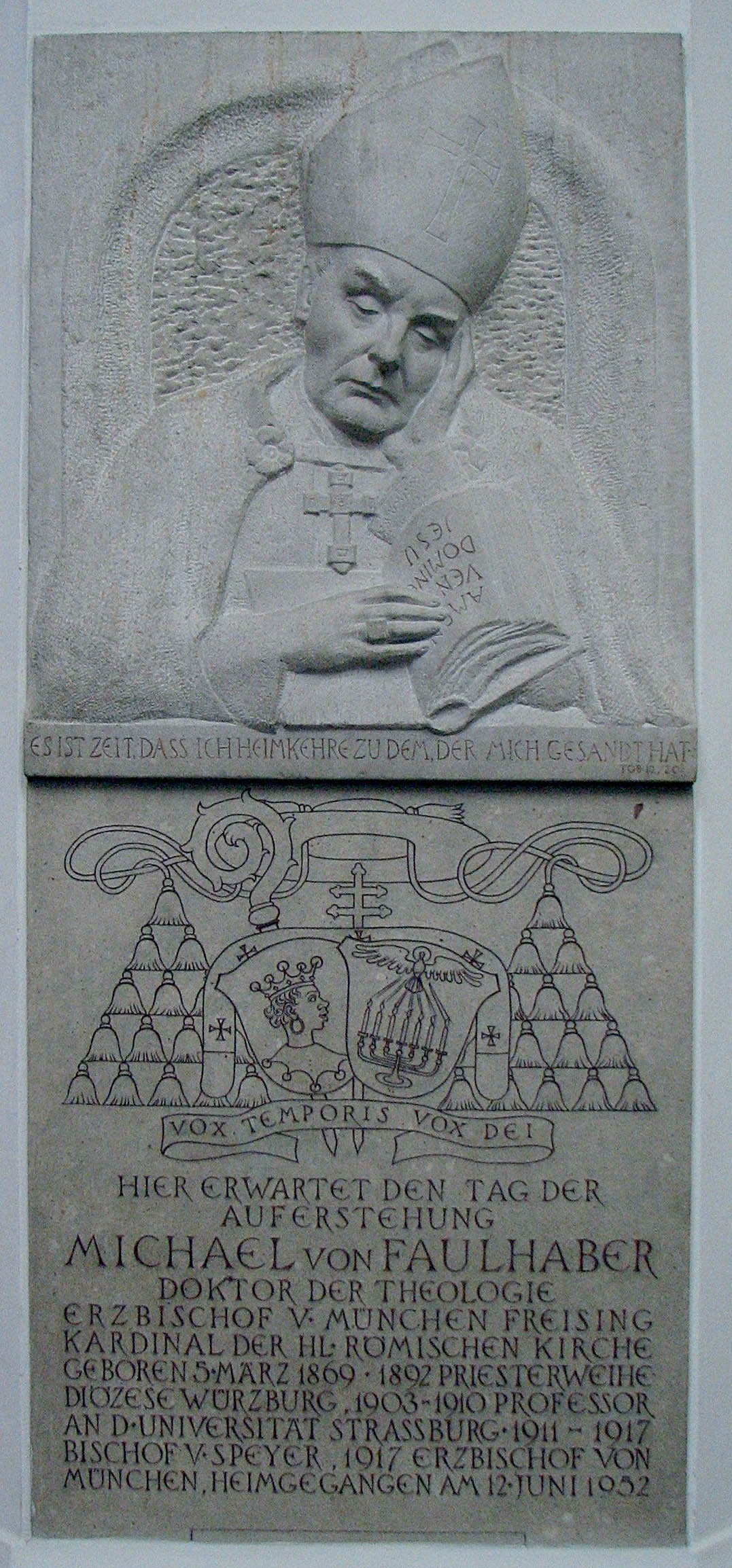
Faulhaber Memorial, na Catedral de Munique

Ordenou presbítero Joseph Ratzinger - futuro Papa Bento XVI - na Catedral de Frisinga, no dia de São Pedro e São Paulo, em 1951.

## Citações
No documento da Santa Sé, tornado público pela Pontifícia Comissão para as Relações Religiosas com o Judaísmo, "Nós recordamos:  uma reflexão sobre o Shoah", de 16 de Março de 1998 Faulhaber é citado nos seguintes termos:
A Igreja na Alemanha respondeu condenando o racismo. Essa condenação apareceu pela primeira vez na pregação de alguns membros do clero, no ensinamento público dos Bispos católicos e nos escritos de jornalistas católicos. Já em Fevereiro e Março de 1931, o Cardeal Bertram de WrocLaw, o Cardeal Faulhaber e os Bispos da Baviera, os Bispos da Província de Colónia e os da Província de Friburgo publicaram Cartas pastorais que condenavam o nacional-socialismo, com a sua idolatria da raça e do Estado . No mesmo ano em que o nacional-socialismo chegou ao poder, em 1933, os famosos sermões do Advento do Cardeal Faulhaber, aos quais assistiram não só católicos, mas também protestantes e judeus, tiveram expressões de claro repúdio da propaganda nazista anti-semítica . A seguir à Kristallnacht, Bernhard Lichtenberg, prepósito da Catedral de Berlim, elevou orações públicas pelos judeus. Ele morreu depois em Dachau e foi declarado Beato.
O Papa Bento XVI, lembrando-se dos seus  tempos de seminário em 1945, disse de Faulhaber: 
"A grande figura do idoso cardeal Faulhaber impressionava-me profundamente. Nós sentíamos mesmo o peso do doloroso sofrimento que ele tinha suportado no tempo do nazismo e que agora o envolvia em uma invisível dignidade. Nele não procurávamos um "bispo a quem abraçar"; emocionava-me, antes, a imponente grandeza de sua tarefa, com a qual ele se tinha identificado totalmente."

## Obras e publicações
Faulhaber publicou:
- "Die griechischen Apologeten der klassischen Väterzeit" (1896);
- "Die Propheten-Catenen nach römischen Handschriften" (1899);
- "Hesychii Hierosolymitani interpretatio Isaiæ prophetæ" (1900);
- "Hohelied-Proverbien-und Prediger Catenen" (1902);
- "Petrus stirbt nicht" (1903);
- "Weltkirche und nationale Anstalten" (1906);
- "Die Vesperpsalmen, weiteren Kreisen erklärt" (1906);
- "Schule und Religion" (1907); "Soziale Charitas" (1910);
- "Priester und Volk und unsere Zeit" (1911; 1912);
- "Die heilige Schrift ein Hirtenbrief der sozialem Ordnung" (1911);
- "Charakterbilder der biblischen Frauenwelt" (1912).
- Colaborou em Kihn, "Patrologie"; Karo-Lietzmann, "Catenarum græcarum catalogus" (1902); Buchberger, "Kirchliches Handlexigon," etc.
- Contribuiu para a Theologische Quartalsehrift, Biblische Zeitschrift', Strassburger Diözesanblatt, Oriens christianus, Monatsschrift für katholische Lehrerinnen, Literarische Rundschau, Theologische Revue, etc.

## Condecorações
- Grã-Cruz do Mérito da República Federal da Alemanha (1951)
- Knight of the Order of Saint Hubert
- Cruz de Ferro de 1914, 2a classe
- Ordem do Mérito Militar (Bavária), Primeira classe
- Ordem de Santo Alexandre (Bulgária)